# Brainscan
Brainscan ist ein US-amerikanischer Horrorfilm mit komödiantischen Elementen aus dem Jahre 1994. Er wurde von Regisseur John Flynn nach einer Geschichte von Brian Owens gedreht. Hauptdarsteller ist Edward Furlong.

## Handlung
Michael Bower musste als kleiner Junge mitansehen, wie seine Mutter bei einem Autounfall stirbt. Ihm selbst wurden dabei schwere Wunden an seinem rechten Knie zugefügt, was ihn seither zu einem humpelnden Gang zwingt. Als 16-Jähriger wird er Präsident des Horrorclubs an seiner Schule. Als ihm sein einziger Freund Kyle von einem neuartigen Computerspiel berichtet, das den ultimativen Schrecken garantieren soll, ruft er bei der Firma Brainscan an. Am nächsten Tag wird ihm eine CD-ROM des Spiels zugeschickt, ohne dass er sie bestellt hatte.
Im Spiel muss er in ein Haus eindringen und mit einem Küchenmesser einen im oberen Stock schlafenden Mann umbringen. Als die als Hintergrundstimme hörbare Spielleitung von ihm fordert, ein Souvenir mitzunehmen, trennt er dem Mann einen Fuß ab. Schweißnass schreckt er danach vor dem Bildschirm auf und kann sich an keine Einzelheiten mehr erinnern.
Am nächsten Tag hört Michael in den Nachrichten, dass ein Mann in der Nachbarschaft ermordet und sein Fuß abgetrennt wurde. Darauf findet er in seinem Eisfach den Fuß des Mannes, den er im Wald vergräbt. Unter der Nummer von Brainscan meldet sich niemand mehr. Dafür steigt ein Mann aus seinem Bildschirm, der sich als Trickster vorstellt. Michael stellt ihn zur Rede und macht ihn verantwortlich für den Mord am Nachbarn. Der Trickster entgegnet, dass Michael selbst dies so gewollt habe, und kann ihn schließlich überreden, den zweiten Teil von Brainscan zu spielen, in dem er einen Zeugen beseitigen müsse.
Anderntags findet Michael in seinem Eisfach Kyles Anhänger und erfährt dann, dass dieser ermordet wurde. Die Polizei unter der Leitung von Detective Hayden beginnt, gegen Michael zu ermitteln. Der Trickster überredet Michael, den dritten Teil von Brainscan zu spielen, nachdem er ihm versprochen hat, dass in der nächsten Mission keine Menschen sterben, sondern nur Spuren verwischt werden sollen. Mittlerweile patrouilliert eine freiwillige Bürgerwehr durch die Nachbarschaft und hetzt Michael nach dem erfolgreichen Verwischen von Spuren vor Kyles Schlafzimmerfenster durch den Wald. Als Michael auf einer Baustelle von seinem Rektor gestellt wird, stürzt eine Ladung Ziegelsteine auf den Mann und tötet ihn; zusätzlich wird ein Polizist von einem Mitglied der Bürgerwehr versehentlich erschossen. Bevor er wieder in sein Haus zurück gelangt, wird Michael von seiner Nachbarin Kimberly gesehen.
In der letzten Mission muss Michael Kimberly umbringen. Er dringt in ihr Schlafzimmer ein, wo sie ihm gesteht, dass sie ihn liebt. Trickster taucht auf und drängt ihn, sie zu töten. Es stellt sich heraus, dass Trickster in Wahrheit Michaels dunkle Seite ist. Doch er weigert sich und rammt das Messer Trickster in den Magen. Dieser zieht jedoch das Messer wieder heraus und übernimmt die Kontrolle über Michaels Körper, um Kimberly selbst umzubringen. Jedoch kann Michael die Kontrolle über seinen Körper wiedererlangen. Daraufhin öffnet der Trickster die Tür des Zimmers und lässt Detective Hayden herein, der Michael erschießt – worauf er sich wieder in seinem Stuhl vor dem Bildschirm findet und bemerkt, dass seit dem Einlegen der ersten CD kaum eine Stunde vergangen ist und alles Erlebte nicht real war, sondern vom Computer in sein Hirn projiziert wurde. Er lässt die CD darauf seinem Rektor zukommen, der darauf bestanden hatte, alle Medien des Horrorclubs zu prüfen, bevor er sie freigibt. Als Michael geht, sieht er, wie hinter dem Direktor der lachende Trickster erscheint.

## Soundtrack
Der Soundtrack ist eine Mischung aus Grunge und Metal, welcher von den Musikgruppen Mudhoney, White Zombie, Primus, Tad und den Butthole Surfers produziert wurde. Der Soundtrack mit 14 Liedern erschien im selben Jahr wie der Film.
| - Under My Skin - Thunder Kiss ‘65 (Remix) - ABeginning/Two of Me - Freak Now/Pericynthion - Riverboat - AFC Theme - Shapes | - Welcome To This World - Triad - Grease Box - Leave Me Alone - Make It Now - Roof - Barely Human |

## Trivia
Bei dem Film handelt es sich um einen sog. Mindfuck, da der Protagonist des Films in Bezug darauf, was die Realität ist, verwirrt oder getäuscht wird, wobei der Zuschauer gleichermaßen im Dunkeln gehalten wird.

## Kritiken
- Scott Weinberg von eFilmCritic.com sagte über Brainscan: Hier wird nichts gezeigt, was erfahrene Horrorfans nicht schon dreihundertmal zuvor gesehen hätten – und weniger unausstehlich.
- Luke Y. Thompson von der New York Times befand, dass der Film ein schlechtes Ende habe, aber bis dahin mache es Spaß, ihn sich anzugucken.